# Kini
 (mars 2024).
Si vous disposez d'ouvrages ou d'articles de référence ou si vous connaissez des sites web de qualité traitant du thème abordé ici, merci de compléter l'article en donnant les références utiles à sa vérifiabilité et en les liant à la section « Notes et références ».
Dans les jeux enfantins, le Kini, dégommeur ou kini boomer, est une rondelle en plastique ou en métal aux mêmes dimensions que les pogs (afin de pouvoir les ranger dans les mêmes boîtes cylindriques) mais d'épaisseur différente, que l'on jette sur la pile de pogs afin de la retourner.
Au Québec, le terme slammer, emprunté à l'anglais, est le plus couramment utilisé.